# Ngọc Hiển
Ngọc Hiển là một huyện cũ thuộc tỉnh Cà Mau, Việt Nam.

## Địa lý
Huyện Ngọc Hiển nằm ở phía nam tỉnh Cà Mau, là huyện cực Nam của Việt Nam, có vị trí địa lý:
- Phía bắc giáp huyện Năm Căn với sông Cửa Lớn và Sông Bồ Đề là ranh giới tự nhiên
- Các phía còn lại giáp Biển Đông và Vịnh Thái Lan.

### Địa hình
Huyện Ngọc Hiển có chiều dài bờ biển là 98 km.
Do ranh giới phía bắc của huyện là sông Cửa Lớn và sông Bồ Đề nên địa bàn huyện Ngọc Hiển bị tách biệt như một cù lao. Nhìn chung địa hình bằng phẳng, nhưng địa hình bị chia cắt mạnh bởi hệ thống sông rạch tự nhiên và kênh mương chằng chịt, có nhiều con sông rất rộng (sông Cửa Lớn có chiều rộng từ 400 – 1.000m).
Cao trình trung bình từ 0,5 – 0,7m, thường xuyên ngập triều biển, riêng vùng ven Biển Đông có địa hình cao hơn từ 1,2 – 1,5m.

### Địa chất
Do hình thành từ các trầm tích biển trẻ nên nhìn chung nền đất yếu, lớp bùn hữu cơ và sét hữu cơ dày từ 0,7 – 1,7m, lớp bùn sét dày 1,3 – 1,4m. Do các công trình xây dựng nằm trực tiếp lên lớp bùn yếu nên cần có các giải pháp xử lý về nền móng, chống lún và triệt tiêu lún, vì vậy suất đầu tư rất cao.
Khu vực đất rừng, bờ sông thường có nhiều lỗ mội, đây là một đặc điểm cần chú ý khi xây dựng các đầm nuôi thủy sản, cần có giải pháp thi công thích hợp để chống cạn nước đầm nuôi.

### Thủy văn
Vùng mũi Cà Mau là nơi duy nhất có cả bờ biển phía Đông và phía Tây, vì vậy chịu tác động trực tiếp của cả triều Biển Đông (bán nhật triều không đều) và triều biển Tây (nhật triều không đều). Thủy triều Biển Đông lớn, vào các ngày triều cường biên độ triều vào khoảng 300 – 500 cm, các ngày triều kém biên độ triều cũng đạt từ 180 – 220 cm. Thủy triều phía vịnh Thái Lan yếu hơn, biên độ triều lớn nhất khoảng 100 cm. Mực nước triều hàng năm cao trùng với mùa khô (từ tháng 10 đến tháng 3 năm sau). Trong thời kỳ có gió chướng có thể gây ra hiện tượng nước dâng. Thủy triều trên sông Cửa Lớn tại Năm Căn có thời gian triều lên kéo dài 5 giờ 43 phút và thời gian thủy triều xuống là 6 giờ 40 phút (chu kỳ triều 12 giờ 23 phút).
Dọc theo bờ biển của huyện có nhiều cửa sông lớn đổ ra biển như: Ông Trang, Cá Mòi, Rạch Tàu, Rạch Gốc, Bồ Đề,.... Trong đó cửa Bồ Đề rộng 600m, sâu 19 – 26m, cửa Ông Trang rộng 600 – 1.800m, sâu 4 – 5m. Sông Cửa Lớn dài 58 km nối từ cửa Bồ Đề ở phía Biển Đông với cửa Ông Trang ở Vịnh Thái Lan. Đây là tuyến sông lớn nhất tại khu vực Năm Căn – Ngọc Hiển. Triều biển xâm nhập sâu vào đất liền theo hệ thống sông rạch, do biên độ triều cao nên phần lớn đất đai của huyện thường bị ngập triều. Do biên độ triều các sông chịu ảnh hưởng triều Biển Đông lớn hơn nên biên độ triều trên các sông cũng có xu hướng giảm dần từ Đông sang Tây.
Độ mặn nước sông biến đổi theo mùa, mùa khô nước các sông có độ mặn cao hơn, tuy nhiên đối với khu vực huyện Ngọc Hiển do gần sát biển nên sự chênh lệch độ mặn nước sông giữa các mùa biến đổi không lớn như các vùng sâu trong nội địa.
Đặc điểm địa hình, thủy văn của huyện nói chung và vùng Đất Mũi nói riêng thuận lợi cho phát triển giao thông đường thủy, du lịch sông nước, phát triển nuôi trồng thủy sản, rừng ngập mặn,... Những đặc thù của điều kiện thủy văn đã được nhân dân địa phương ứng dụng vào sản xuất và đời sống từ lâu đời, tạo nên những nét đặc thù của vùng sông nước miền Tây Nam Bộ nói chung và của huyện Ngọc Hiển nói riêng, đó là: việc xuồng ghe đi lại theo con nước, đóng đáy sông, đáy biển, lấy nước và xả nước các đầm tôm,... đã tiết kiệm được nhiều về chi phí và sức lao động, phù hợp với sinh trưởng phát triển tự nhiên của hệ sinh thái rừng ngập mặn, nhất là rừng đước.

## Hành chính
Huyện Ngọc Hiển có 7 đơn vị hành chính cấp xã trực thuộc, bao gồm thị trấn Rạch Gốc (huyện lỵ) và 6 xã: Đất Mũi, Tam Giang Tây, Tân Ân, Tân Ân Tây, Viên An, Viên An Đông.
| \| Tên \| Diện tích năm 2022 (km²) \| Dân số năm 2022 (người) \| Mật độ (người/km²) \| \| ------------- \| ------------------------ \| ----------------------- \| ------------------ \| \| Thị trấn (1) \| \| \| \| \| Rạch Gốc \| 45,76 \| 13.144 \| 287 \| \| Xã (6) \| \| \| \| \| Đất Mũi \| 147,22 \| 17.288 \| 117 \| \| Tam Giang Tây \| 111,75 \| 12.590 \| 112 \| \| Tân Ân \| 62,45 \| 7.045 \| 112 \| \| Tân Ân Tây \| 106,48 \| 10.599 \| 99 \| \| Viên An \| 126,81 \| 15.055 \| 118 \| \| Viên An Đông \| 134,15 \| 14.515 \| 108 \| \| Toàn huyện \| 734,63 \| 90.236 \| 122 \| |                          |                         |                    |
| Đề án sắp xếp đơn vị hành chính cấp xã giai đoạn 2023 – 2025 của tỉnh Cà Mau |                          |                         |                    |
| Tên | Diện tích năm 2022 (km²) | Dân số năm 2022 (người) | Mật độ (người/km²) |
| Thị trấn (1) |                          |                         |                    |
| Rạch Gốc | 45,76                    | 13.144                  | 287                |
| Xã (6) |                          |                         |                    |
| Đất Mũi | 147,22                   | 17.288                  | 117                |
| Tam Giang Tây | 111,75                   | 12.590                  | 112                |
| Tân Ân | 62,45                    | 7.045                   | 112                |
| Tân Ân Tây | 106,48                   | 10.599                  | 99                 |
| Viên An | 126,81                   | 15.055                  | 118                |
| Viên An Đông | 134,15                   | 14.515                  | 108                |
| Toàn huyện | 734,63                   | 90.236                  | 122                |

## Lịch sử
Tên của huyện được đặt tên theo người anh hùng thời chống Pháp Phan Ngọc Hiển (1910 – 1941).
Ngày 20 tháng 9 năm 1975, Bộ Chính trị ban hành Nghị quyết số 245-NQ/TW về việc hợp nhất tỉnh Bạc Liêu, tỉnh Cà Mau và 2 huyện Vĩnh Thuận, An Biên (ngoại trừ 2 xã Đông Yên và Tây Yên) của tỉnh Rạch Giá sẽ hợp nhất lại thành một tỉnh, tên gọi tỉnh mới cùng với nơi đặt tỉnh lỵ sẽ do địa phương đề nghị lên.
Ngày 20 tháng 12 năm 1975, Bộ Chính trị ban hành Nghị quyết số 19/NQ về việc hợp nhất tỉnh Bạc Liêu và tỉnh Cà Mau thành một tỉnh, tên gọi tỉnh mới cùng với nơi đặt tỉnh lỵ sẽ do địa phương đề nghị lên.
Ngày 24 tháng 2 năm 1976, Chính phủ Cách mạng Lâm thời Cộng hòa miền Nam Việt Nam ban hành Nghị định số 3/NQ/1976 về việc hợp nhất tỉnh Bạc Liêu và tỉnh Cà Mau thành một tỉnh mới, lấy tên là tỉnh Bạc Liêu – Cà Mau.
Ngày 10 tháng 3 năm 1976, Ban đại diện Trung ương Đảng và Chính phủ ban hành Nghị quyết về việc thành lập tỉnh Minh Hải trên cơ sở đổi tên tỉnh Bạc Liêu – Cà Mau.
Ngày 29 tháng 12 năm 1978, Hội đồng Chính phủ ban hành Quyết định số 326-CP về việc thành lập huyện Năm Căn mới bao gồm 28 xã, 1 thị trấn huyện lỵ trên cơ sở một phần của huyện Ngọc Hiển.
Huyện Ngọc Hiển có 18 xã, 1 thị trấn huyện lỵ.
Ngày 25 tháng 7 năm 1979, Hội đồng Chính phủ ban hành Quyết định số 275-CP về việc:
- Chia xã Viên An thành 3 xã: Duyên An Đông, Duyên An Tây, Đất Mũi.
- Chia xã Năm Căn thành 2 xã: Đất Mới, Hàm Rồng và thị trấn Năm Căn.
- Chia xã Tân An thành xã Tam Giang và xã Tân An.
- Chia nửa xã Quách Phẩm B thành 3 xã: Hiệp Tùng, Tân Điền, Thanh Tùng.
- Chia nửa xã Quách Phẩm A thành 3 xã: An Lập, Tân An, Tân Trung.

Ngày 17 tháng 5 năm 1984, Hội đồng Bộ trưởng ban hành Quyết định số 75-HĐBT về việc sáp nhập 5 xã: An Lập, Tân An, Tân Điền, Tân Trung, Thanh Tùng của huyện Năm Căn vào huyện Ngọc Hiển.
Huyện Năm Căn còn lại thị trấn Năm Căn (huyện lỵ) và 8 xã: Duyên An Đông, Duyên An Tây, Đất Mới, Đất Mũi, Hàm Rồng, Hiệp Tùng, Tam Giang, Tân Ân.
Huyện Ngọc Hiển có thị trấn Ngọc Hiển (huyện lỵ) và 28 xã: An Lập, Hiệp Bình, Hòa Điền, Long Hòa, Ngọc Thánh, Nguyễn Huân, Phú Hải, Quách Phẩm, Tạ An Khương, Tân An, Tân Dân, Tân Duyệt, Tân Điền, Tân Đức, Tân Hồng, Tân Hùng, Tân Lập, Tân Mỹ, Tân Phán, Tân Thánh, Tân Thuận, Tân Tiến, Tân Trung, Tấn Trung, Thanh Tùng, Thành Điền, Thuận Hòa, Thới Phong.
Ngày 17 tháng 12 năm 1984, Hội đồng Chính phủ ban hành Quyết định số 168-HĐBT về việc đổi tên huyện Năm Căn thành huyện Ngọc Hiển.
Ngày 14 tháng 2 năm 1987, Hội đồng Bộ trưởng ban hành Quyết định số 33B-HĐBT về việc:
- Thành lập xã Hàng Vịnh trên cơ sở diện tích và dân số của thị trấn Năm Căn cũ.
- Chia xã Đất Mới thành xã Đất Mới và thị trấn Năm Căn (thị trấn huyện lỵ huyện Ngọc Hiển).

Huyện Ngọc Hiển có thị trấn Năm Căn và 9 xã: Đất Mới, Đất Mũi, Hàm Rồng, Hàng Vịnh, Hiệp Tùng, Tam Giang, Tân Ân, Viên An, Viên An Đông.
Ngày 6 tháng 11 năm 1996, Quốc hội ban hành Nghị quyết về việc chia tỉnh tỉnh Minh Hải thành tỉnh Bạc Liêu và tỉnh Cà Mau. Khi đó, huyện Ngọc Hiển thuộc tỉnh Cà Mau.
Ngày 25 tháng 6 năm 1999, Chính phủ ban hành Nghị định số 42/1999/NĐ-CP về việc thành lập xã Tân Ân Tây trên cơ sở 11.096 ha diện tích tự nhiên và 10.030 người của xã Tân Ân.
Huyện Ngọc Hiển có thị trấn Năm Căn và 10 xã: Đất Mới, Đất Mũi, Hàm Rồng, Hàng Vịnh, Hiệp Tùng, Tam Giang, Tân Ân, Tân Ân Tây, Viên An, Viên An Đông.
Ngày 29 tháng 8 năm 2000, Chính phủ ban hành Nghị định số 41/2000/NĐ-CP về việc:
- Thành lập xã Tam Giang Đông trên cơ sở 9.530,79 ha diện tích tự nhiên và 5.468 người của xã Tam Giang.
- Thành lập xã Tam Giang Tây trên cơ sở 9.235 ha diện tích tự nhiên và 6.672 người của xã Tam Giang.

Huyện Ngọc Hiển có thị trấn Năm Căn và 12 xã: Đất Mới, Đất Mũi, Hàm Rồng, Hàng Vịnh, Hiệp Tùng, Tam Giang, Tam Giang Đông, Tam Giang Tây, Tân Ân, Tân Ân Tây, Viên An, Viên An Đông.
Ngày 17 tháng 11 năm 2003, Chính phủ ban hành Nghị định số 138/2003/NĐ-CP về việc thành lập huyện Năm Căn trên cơ sở 53.291,40 ha diện tích tự nhiên và 70.745 nhân khẩu; có 7 đơn vị hành chính trực thuộc, bao gồm 6 xã: Hàm Rồng, Đất Mới, Hàng Vịnh, Hiệp Tùng, Tam Giang, Tam Giang Đông và thị trấn Năm Căn của huyện Ngọc Hiển.
Sau khi điều chỉnh địa giới hành chính, huyện Ngọc Hiển còn lại 74.329,87 ha diện tích tự nhiên và 77.289 người, có 6 đơn vị hành chính cấp xã trực thuộc, bao gồm 6 xã: Đất Mũi, Tam Giang Tây, Tân Ân, Tân Ân Tây, Viên An, Viên An Đông.
Ngày 4 tháng 6 năm 2009, Chính phủ ban hành Nghị quyết số 24/NQ-CP về việc thành lập thị trấn Rạch Gốc trên cơ sở điều chỉnh 5.271,50 ha diện tích tự nhiên và 7.831 người của xã Tân Ân.
Huyện Ngọc Hiển có 73.315,13 ha diện tích tự nhiên và 83.152 người; có 7 đơn vị hành chính cấp xã trực thuộc, bao gồm thị trấn Rạch Gốc và 6 xã: Đất Mũi, Tân Ân, Tân Ân Tây, Tam Giang Tây, Viên An, Viên An Đông.
Ngày 12 tháng 6 năm 2025, Quốc hội ban hành Nghị quyết số 202/2025/QH15 về việc sắp xếp đơn vị hành chính cấp tỉnh (nghị quyết có hiệu lực từ ngày 12 tháng 6 năm 2025). Theo đó, sáp nhập tỉnh Bạc Liêu vào tỉnh Cà Mau.
Ngày 16 tháng 6 năm 2025, Quốc hội ban hành Nghị quyết số 203/2025/QH15 về việc Sửa đổi, bổ sung một số điều của Hiến pháp nước Cộng hòa xã hội chủ nghĩa Việt Nam. Theo đó, kết thúc hoạt động của đơn vị hành chính cấp huyện trong cả nước từ ngày 1 tháng 7 năm 2025.

## Kinh tế
Vùng phía Nam của tỉnh Cà Mau, trong đó trọng tâm là huyện Ngọc Hiển là khu vực cuối, là điểm đến của hành lang kinh tế ven biển phía Nam của tiểu vùng kinh tế Mê Kông mở rộng.
Huyện Ngọc Hiển là huyện cuối cùng trên bản đồ của đất nước Việt Nam, có Mũi Cà Mau là điểm mốc quốc gia cuối cùng trên đất liền về phía Nam (có ý nghĩa như Mục Nam Quan ở biên giới phía Bắc).
Không những thế, hiện nay, huyện Ngọc Hiển còn tham gia vào sản xuất các sản phẩm Ocop và có 6 sản phẩm Ocop đạt tiêu chuẩn 3 sao đó là: Tôm khô tách vỏ, chà bông tôm, muối tôm, bánh phồng hàu, tôm khô biển, đũa đước.

## Dân số
Huyện Ngọc Hiển có diện tích 735,18 km², dân số ngày 1/4/2019 là 66.874 người. Trong đó: dân số thành thị là 11.498 người (17%) và dân số nông thôn là 55.376 người (83%), mật độ dân số đạt 91 người/km².
Huyện Ngọc Hiển có diện tích 734,63 km², dân số quy đổi tính đến ngày 31/12/2022 là 90.236 người, mật độ dân số đạt 122 người/km².
Huyện Ngọc Hiển có diện tích 734,80 km², dân số quy đổi tính đến ngày 31/12/2024 là 92.413 người, mật độ dân số đạt 125 người/km².

## Du lịch
Huyện Ngọc Hiển là nơi có Mũi Cà Mau và Vườn quốc gia Mũi Cà Mau. Địa bàn huyện này thuộc Khu dự trữ sinh quyển Mũi Cà Mau đã được UNESCO công nhận là khu dự trữ sinh quyển thế giới.

## Giao thông
Khu vực Mũi Cà Mau là điểm cuối cùng của tuyến đường Hồ Chí Minh (Quốc lộ 1 nối dài) đã được thông xe kỹ thuật và đang được đầu tư hoàn thiện. Trên địa bàn huyện đang triển khai Dự án Nhà máy điện gió Khu du lịch Khai Long – giai đoạn I và xây dựng công trình biểu tượng Cột cờ Hà Nội tại Mũi Cà Mau.
Trên vùng biển huyện Ngọc Hiển có cụm đảo Hòn Khoai cách đất liền khoảng 14 km. Ngọc Hiển rất thuận lợi cho phát triển giao thông đường thủy, du lịch sinh thái, trồng rừng ngập mặn, phát triển nuôi trồng và đánh bắt thủy sản.